# Нюрумъюган
Нюрумъюган (устар. Нюрум-Юган) — река в России, протекает по Ханты-Мансийскому АО. Образуется слиянием рек Кутоп-Нюрумъёган и Ун-Нюрумъёган. Устье реки находится в 49 км по правому берегу реки Амня. Длина реки составляет 64 км, площадь водосборного бассейна 771 км².

## Данные водного реестра
По данным государственного водного реестра России относится к Нижнеобскому бассейновому округу, водохозяйственный участок реки — Обь от впадения Иртыша до впадения реки Северная Сосьва, речной подбассейн реки — бассейны притока Оби от Иртыша до впадения Северной Сосьвы. Речной бассейн реки — (Нижняя) Обь от впадения Иртыша.
Код объекта в государственном водном реестре — 15020100112115300021484.